# راواشه

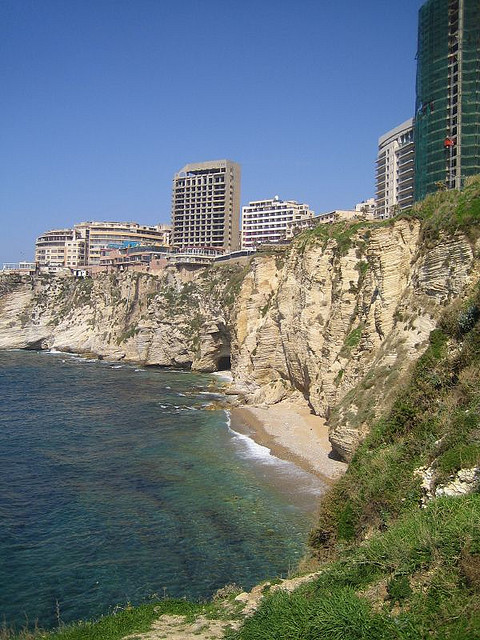
بیروت از صخره کبوتر دیده می‌شود

راوشه (عربی: الروشة، آوانگاری: ar-Rawše) محله ای مسکونی و تجاری در بیروت لبنان می‌باشد. این شهر به دلیل ساختمان‌های آپارتمانی مجلل، رستوران‌های بسیاری، و کافه‌های کنار صخره‌ای که در خیابان پاریس، که قسمتی از کورنیش بیروت را ایجادمیکند، می‌شناسند. کرنیش یا پیاده‌روی گسترده و ساحلی خیابان پاریس در پایان هفته‌ها و عصرها که کالسکه‌ها و دونده‌ها در پیاده‌روها شلوغ می‌شوند، پرطرفدار است.

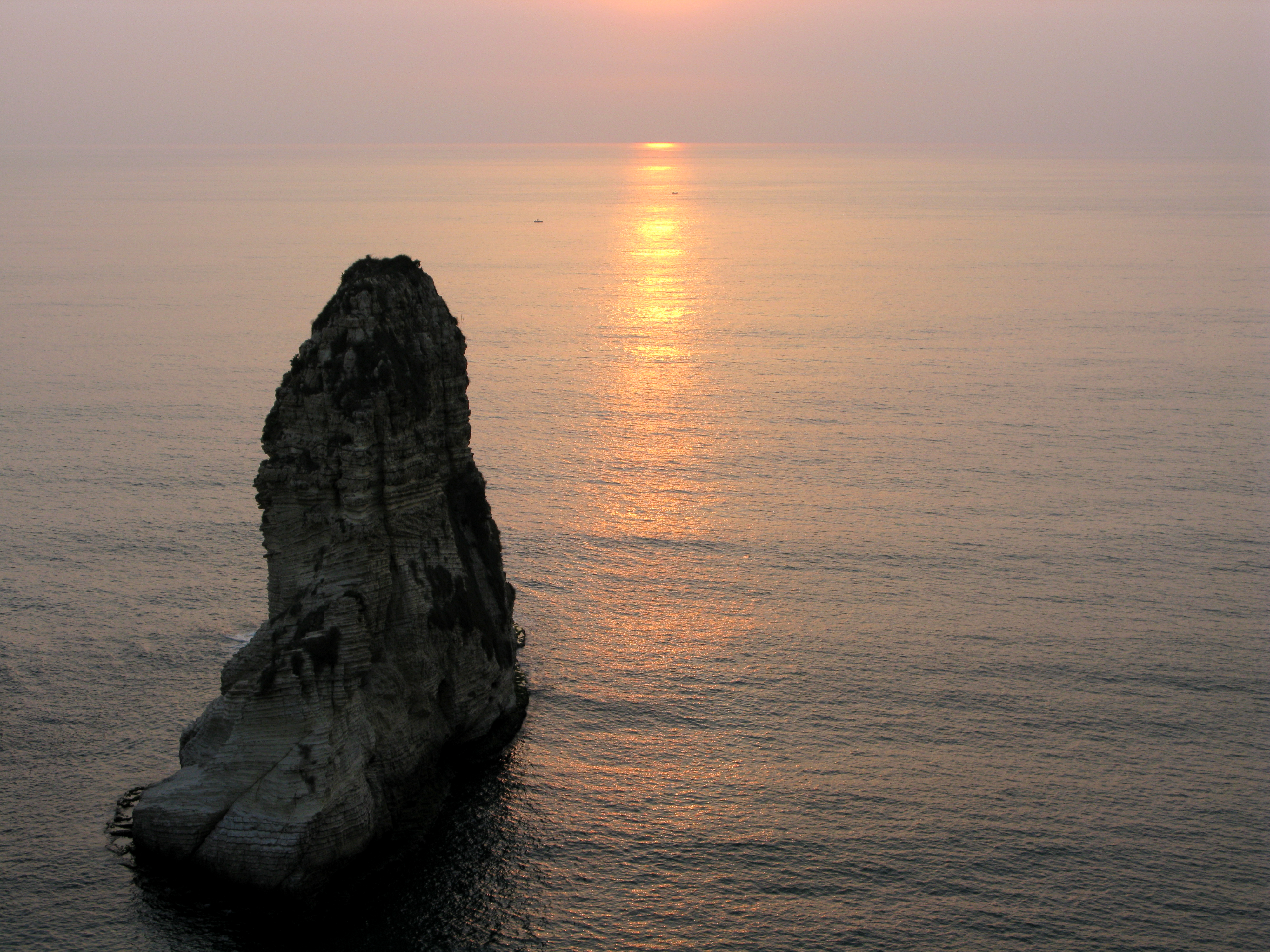
صخره کبوتر در غروب آفتاب

در سواحل راوشه، یک محل دیدنی طبیعی به اسم صخره کبوتر (همچنین به نام صخره راوشه نام برده می‌شود) وجود دارد. این دو صخره بزرگ که در غربی‌ترین نقطه بیروت واقع شده‌اند، مثل نگهبان‌های غول‌پیکر ایستاده‌اند، مقصدی محبوب برای مردم محلی و بازدیدکنندگان هستند.
راوشه همچنین باقیماندهٔ یک هیولای دریایی می‌باشد که قهرمان یونانی پرسئوس برای نجات آندرومدا کشته شد. این سنگ صخره ای است زیرا پرسئوس از سر مدوسا روی هیولا استفاده نمود تا آن را به سنگ تغییر دهد.

## علم برگیری لغات

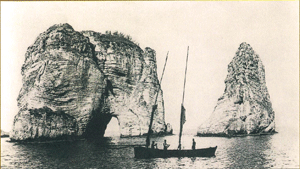
صخره‌های راوشه در اواخر قرن نوزدهم / اوایل قرن بیستم

بعضی از مورخان بر این معتقد هستند که کلمه " راوشه " از کلمه آرامی روش یا کلمه عربی راس برگرفته شده که هر دو به معنای سر می‌باشند. مورخان دیگر دلیل می‌آورند که این فاسد از کلمه فرانسوی roche (روچر) به معنای سنگ است.

## تاریخ
سواحل نزدیک راوشه قدیمی‌ترین گواه‌های منطقه از وجود انسان، سنگ چخماق و ابزار سنگی اساسی را به دست آورده‌است که در موزه باستان‌شناسی دانشگاه آمریکایی بیروت به نمایش گذاشته شده.

## وضعیت فعلی
منطقه کنار راوشه به نام «دالیه» در حال حاضر در مرحله فروش به توسعه دهندگان ملک و زمین‌های غله خیز است. کمپینی در نخستین سال ۲۰۱۴ بر ضد خصوصی‌سازی راوشه و منطقه کنار او به نام الدالیه آغاز شد که در ابتدا عنوان «آخرینی که باقی می‌ماند» بود.